# 10 złotych 1925 Profile kobiety i mężczyzny
10 złotych 1925 Profile kobiety i mężczyzny – moneta próbna okresu złotowego II Rzeczypospolitej, wybita według projektu Antoniego Madeyskiego, jako wzór złotej obiegowej monety dziesięciozłotowej.
Na monecie nie ma umieszczonego znaku mennicy ani napisu „PRÓBA”.

## Rys historyczny
W jednym z aktów prawnych poprzedzających reformę Władysława Grabskiego, tj. w dekrecie Prezydenta RP z 20 stycznia 1924 r., przewidywano bicie 3100 złotych z jednego kilograma stopu złota próby 900 (9/31 grama czystego kruszcu na 1 złoty), w nominałach: 10, 20, 50 i 100 złotych. 26 maja 1924 r. Minister Skarbu wydał rozporządzenie ustalające wzory 13 monet o nominałach od 1 grosza do 100 złotych, w tym planowanych wówczas do wprowadzenia czterech nominałów ze złota, dla których wybrano wspólny typ awersu autorstwa Antoniego Madeyskiego (określający również nominał) oraz wspólny rewers z klęczącym rycerzem autorstwa Tadeusza Beyera.
Do emisji złotych monet według zatwierdzonego wzoru jednak nie doszło, a na początku 1925 r. rozpisano nowy konkurs na projekt złotych polskich monet obiegowych. Zwyciężczynią została Zofia Trzcińska-Kamińska, według projektu której bito później (od 1926 r.) złote bulionowe 10- i 20-złotówki z Bolesławem Chrobrym.
W opracowaniach z lat osiemdziesiątych XX w. podawano informację, że monetę 10 złotych 1925 Profile kobiety i mężczyzny wybito jako wzór dla złotej monety obiegowej.

## Awers
Na tej stronie znajduje się godło – orzeł w koronie, po obu stronach orła – „10 ZŁ.”, u góry dookoła otokowo napis: „RZECZPOSPOLITA POLSKA”, na dole rok: „1925”.

## Rewers
Na tej stronie monety centralnie umieszczono dwa lewe profile: kobiety ze snopkiem i mężczyzny z siekierą na ramieniu, całość otoczona wieńcem z płodów rolnych.

## Opis
Moneta została wybita z rantem gładkim na krążku o średnicy 21 mm w:
- brązie – nakład 100 sztuk, masa 3,3 –3,4 grama,
- srebrze – nakład 50 sztuk, masa 4,15–4,25 grama.

Pod koniec drugiego dziesięciolecia XXI w. ze znanych monet II Rzeczypospolitej dziesięciozłotówka próbna z profilami kobiety i mężczyzny jest:
- jedną z siedmiu próbnych monet 10-złotowych, obok:
  - 10 złotych 1925 Bolesław Chrobry projektu Zofii Trzcińskiej-Kamińskiej,
  - 10 złotych 1934 Klamry projektu Wojciecha Jastrzębowskiego,
  - próbnej wersji (z napisem „PRÓBA”) obiegowych 10 złotych wzór 1932 Polonia projektu Antoniego Madeyskiego,
  - próbnej wersji (z napisem „PRÓBA”) okolicznościowych 10 złotych 1933 Romuald Traugutt (bitej również w postaci kwadratowej klipy) projektu Zofii Trzcińskiej-Kamińskiej,
  - próbnej wersji (z napisem „PRÓBA”) okolicznościowych 10 złotych 1933 Jan III Sobieski (bitej również w postaci kwadratowej klipy) projektu Jana Wysockiego,
  - próbnej wersji (z napisem „PRÓBA”) okolicznościowych 10 złotych 1934 Józef Piłsudski-Orzeł Strzelecki (bitej również w postaci kwadratowej klipy) projektu Stanisława Ostrowskiego,
- jedną z siedmiu monet będącymi efektem przygotowań Mennicy Państwowej do wprowadzenia złotych monet obiegowych przewidywanych przez reformę walutową Władysława Grabskiego, obok:
  - 10 złotych 1925 Bolesław Chrobry projektu Zofii Trzcińskiej-Kamińskiej,
  - 20 złotych 1924 Monogram RP projektu T. Załuskiego,
  - 20 złotych 1925 Polonia projektu Antoniego Madeyskiego,
  - 20 złotych 1925 Bolesław Chrobry projektu Zofii Trzcińskiej-Kamińskiej,
  - 50 złotych 1924 Klęczący rycerz projektu Tadeusza Breyera,
  - 100 złotych 1925 Mikołaj Kopernik projektu Stanisława Szukalskiego.

## Odmiany

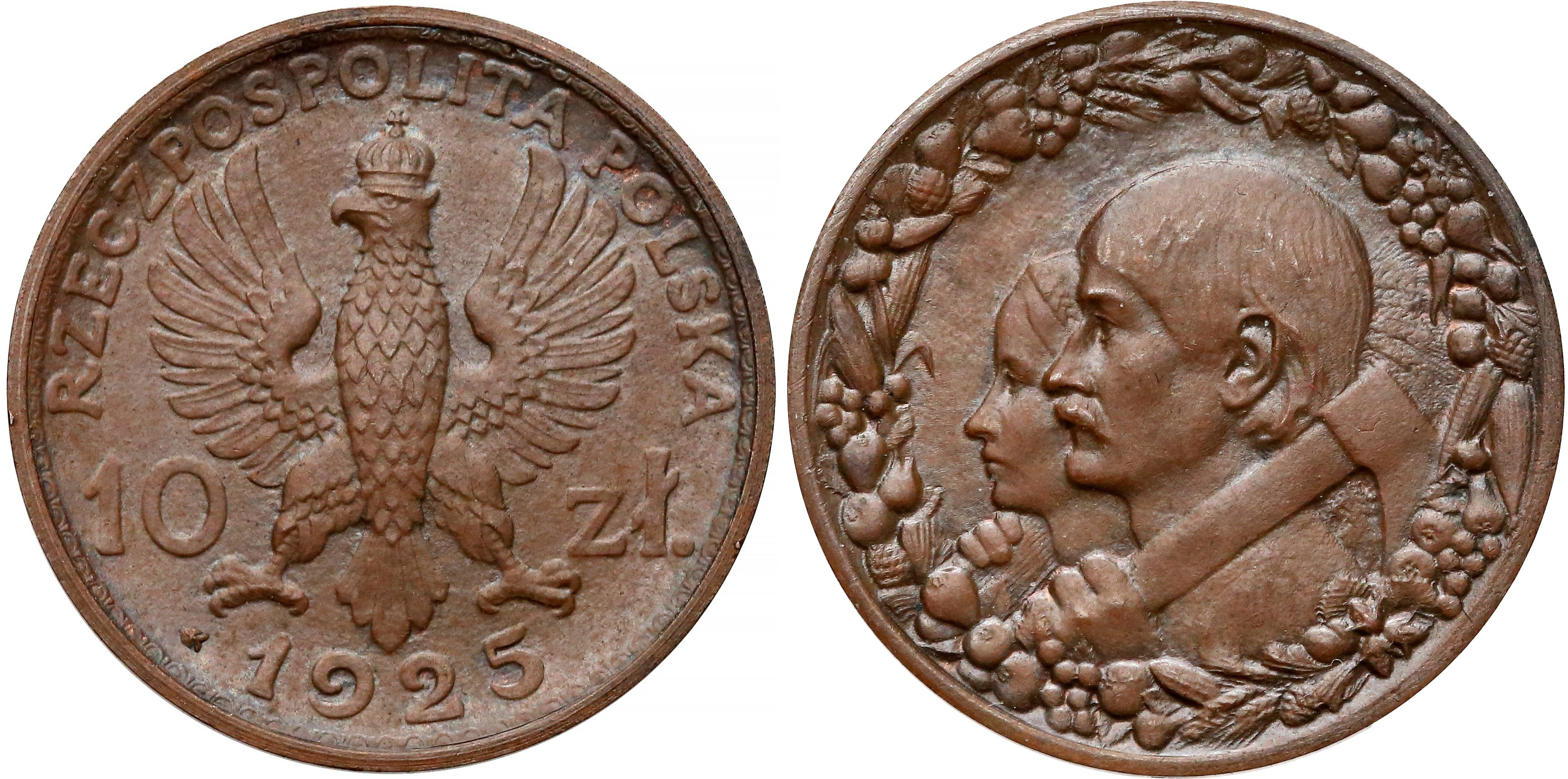
Próba technologiczna w brązie ze znakiem mennicy w Warszawie na awersie

W drugim dziesięcioleciu XXI w. znana jest również odmiana w złocie o nieznanej masie, bita w nieznanym nakładzie. W katalogach publikowanych przed rokiem 1990 podawano informację, że wybito 1 sztukę monety w złocie.